# Eteoklos

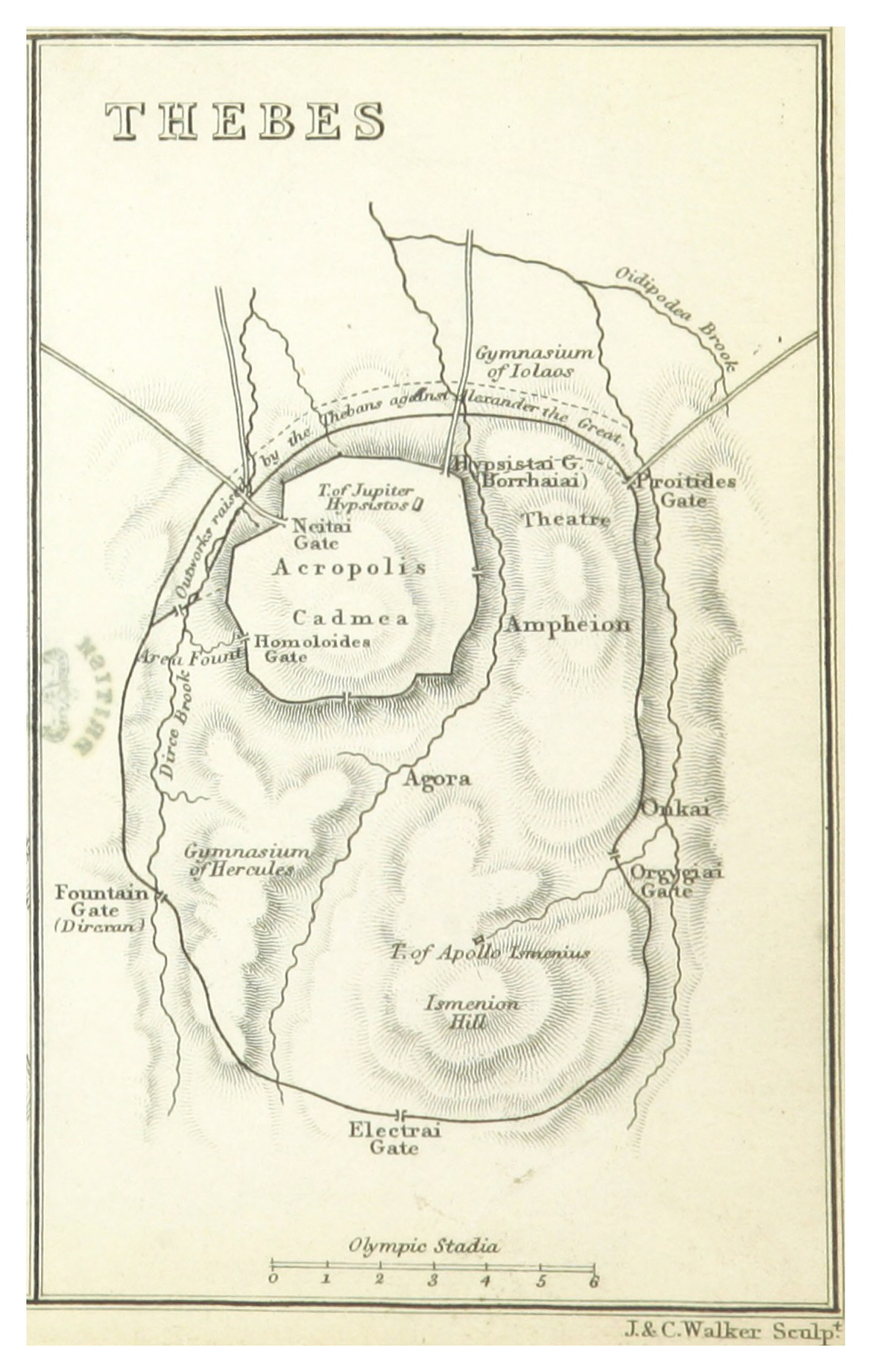
Mapa Théb z roku 1840.

Eteoklos (řecky Ετέοκλος, latinsky Eteoclus) je v řecké mytologii jedním z účastníků války Sedm proti Thébám.
Byl synem hrdiny Hippomena a krásné lovkyně Atalanty.
Bojoval ve válce Sedmi proti Thébám, byl na straně Polyneika, syna Oidipova poté, co jej vlastní bratr Eteoklés zbavil vlády v Thébách.
Uvádí se, že jeho štít zobrazoval muže, který zdolává po žebříku jednu z věží obléhaného města. A aby toho bylo víc, na štítě byl také zpupný a rouhačský nápis: "Ani sám bůh Arés mě nesvrhne dolů".
Stalo se, co se dalo čekat: obránci Théb ho svrhli s věže a dole u hradeb ho zabili.